# Hermisende
Hermisende est une municipalité espagnole de la communauté autonome de Castille-et-León et de la province de Zamora. En 2015, elle comptait 273 habitants.
Elle est une des communes bilingues de la province de Zamora, puisque ses habitants utilisent régulièrement à la fois la langue espagnole et le galicien .

## Histoire
Initialement intégrée depuis le Xe siècle dans le Royaume de León, sa dépendance fut contestée à partir du XIIe siècle, après l'indépendance du Royaume de Portugal, entre les Léonais et Portugais . Ce fait signifie qu'à certaines périodes, l'historiographie n'attribue pas d'affectation territoriale claire à Hermisende. Ainsi, certains auteurs attribuent Hermisende au Portugal jusqu'à la Guerre de Restauration portugaise (1640-1668), justifiant son passage à Espagne par le rejet de ses habitants du soulèvement de la Maison de Bragance contre le roi Philippe IV d'Espagne. Cela aurait motivé, à la fin de la guerre, le nouveau roi portugais Jean IV, avec l'approbation des habitants de la province de Trás-os-Montes, à céder la souveraineté d'Hermisende, San Ciprián et La Tejera à l'Espagne, à laquelle ces localités restent aujourd'hui liées .

## Source
- (es) Cet article est partiellement ou en totalité issu de l’article de Wikipédia en espagnol intitulé « Hermisende » (voir la liste des auteurs).